# Hollands Diep (rivière)
Pour les articles homonymes, voir Hollands Diep.

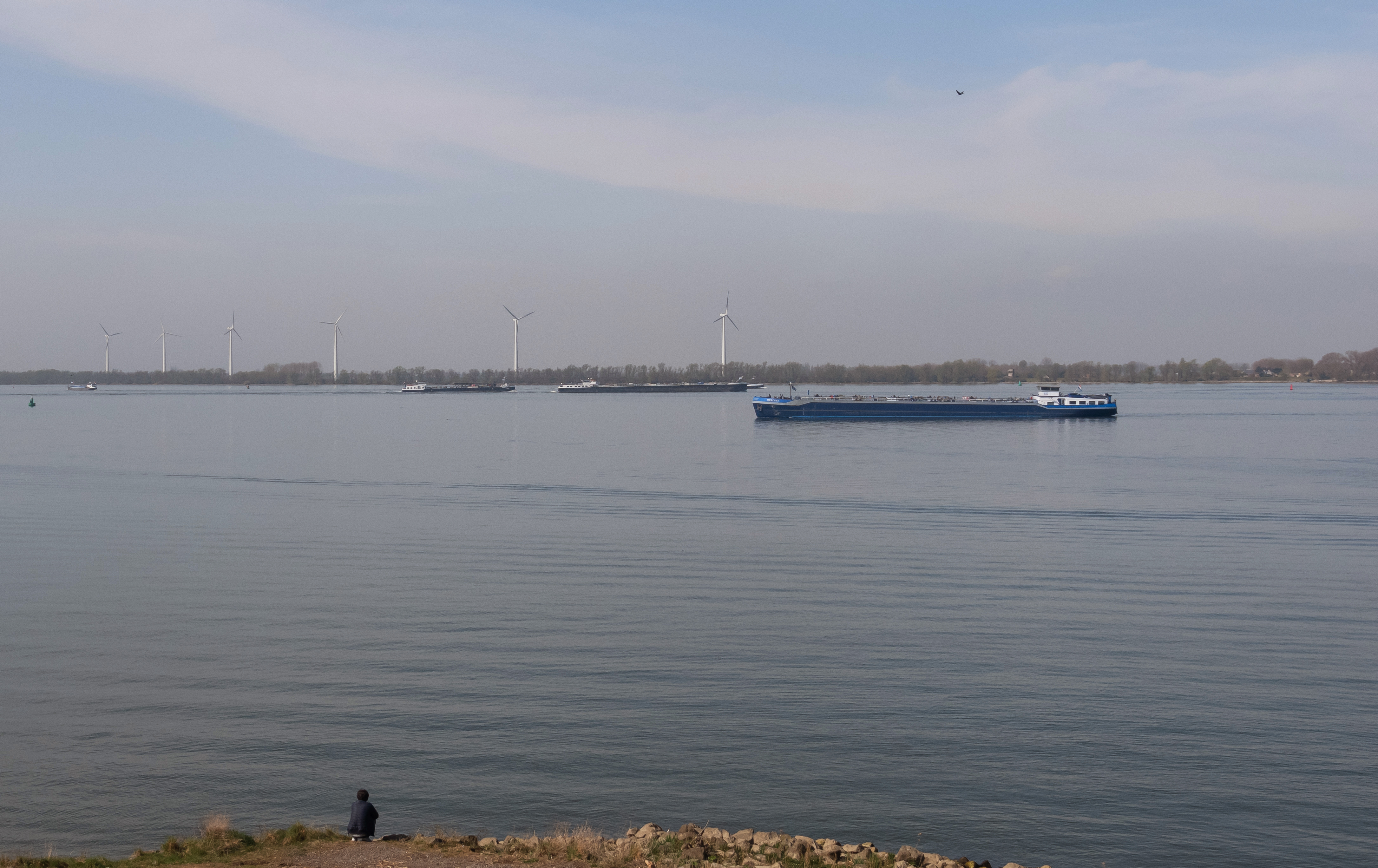
Hollands Diep

La Hollands Diep (ou: Hollandsch Diep), ce grand bras de rivière du delta du Rhin et de la Meuse aux Pays-Bas, fait partie de l'itinéraire fluvial principal entre Rotterdam et Anvers.
Sa largeur varie de 905 mètres à 2070 mètres.

## Géographie
La Hollands Diep nait au confluent de l'Amer et de la Nouvelle Merwede, au niveau de Lage Zwaluwe.
La Hollands Diep se sépare en deux dans le Hellegat pour former le Haringvliet et le Volkerak.  
Le Dordtsche Kil se jette dans la Hollands Diep sur de côté de la rive nord au niveau de Moerdijk.
Au niveau de Numansdorp la Hollands Diep se sépare en deux, le Haringvliet et le Volkerak, au niveau du carrefour autoroutier de Hellegatsplein, entre le Hoeksche Waard au nord, (via le pont du Haringvliet), Goeree-Overflakkee à l'ouest (via le Hellegatsdam) et le Brabant-Septentrional au sud (via le Volkerakdam).
À l'est, se trouvent les ponts de Moerdijk, qui relient l'île de Dordrecht au Brabant-Septentrional. Il y a trois Ponts à Moerdijk: un pont routier et deux ponts ferroviaires, un pour les lignes normales et un pour la HSL-Zuid, la LGV entre Amsterdam et Anvers.

## Histoire
Autrefois, la Hollands Diep s'appelait la Wijvekeen. L'inondation de 1214 a créé une brèche dans les dunes au niveau de Voorne et a  formé le Haringvliet (ainsi appelé depuis 1315). Aux environs de 1250 la rivière a atteint la Striene, depuis les eaux sont drainées jusque loin dans le Brabant.
Le Prince Johan Willem Friso s'est noyé dans la Hollands Diep le 14 juliet 1711 lors de la traversée entre Moerdijk et Strijensas.
La fortification du Hollandsch Diep et du Volkerak a été construite au XVIIIe siècle pour repousser d'éventuelles attaques maritimes.

## Protection
Le Hollands Diep est un site Natura 2000 et un site Ramsar depuis le 29 août 2000.